# 접착

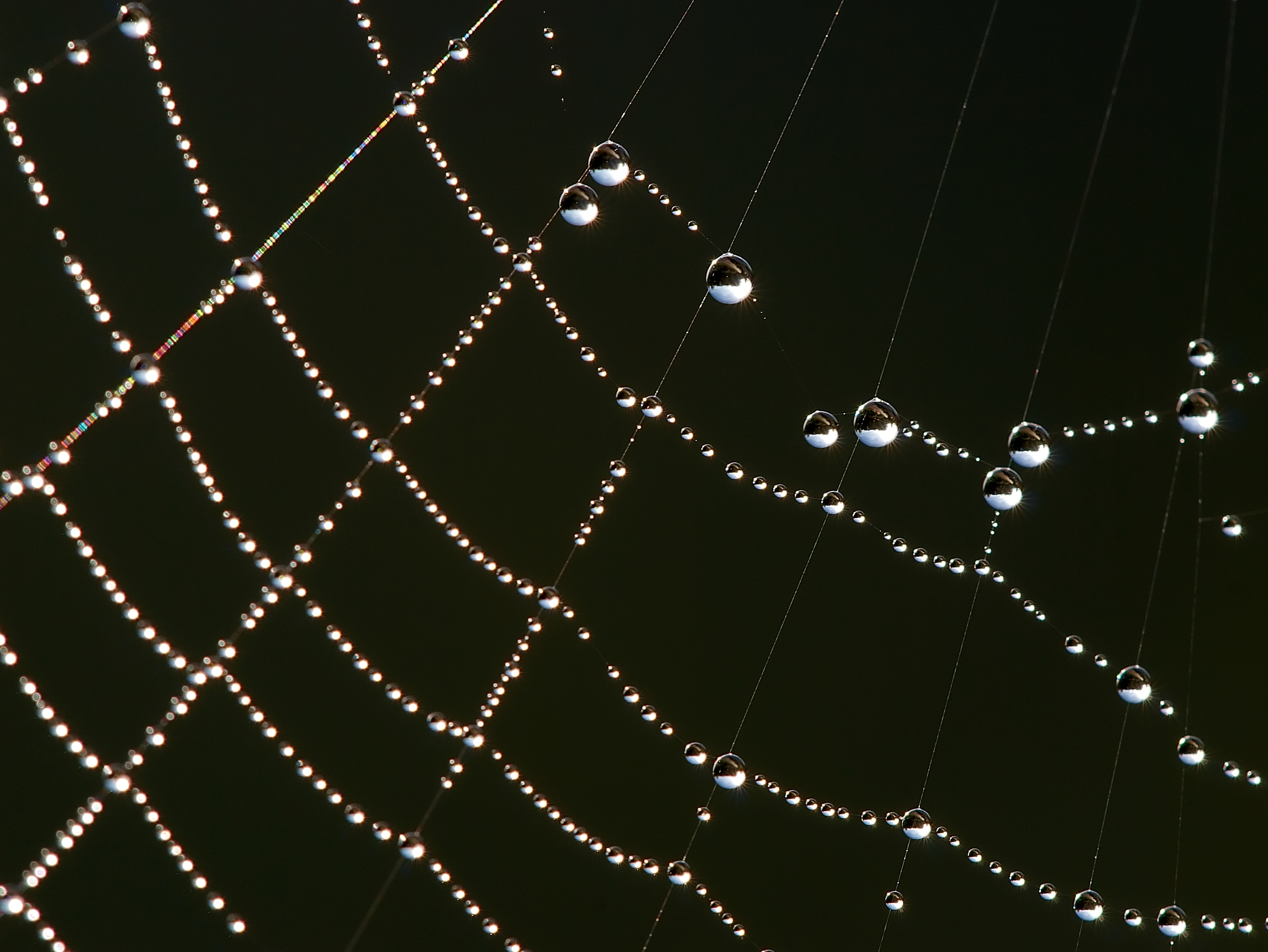
거미줄의 이슬

접착(adhesion) 또는 결합(bonding)이란 서로 다른 물질이 계면 사이의 결합력으로 유지되는 상태이다. 접착에 의해 두 물질은 달라붙어 서로 떨어지지 않는 유지력을 얻게된다. 이는 계면에서 일어나는 현상이다. 접착이 되기 위해서는 접착제(adhesive, bonding agent)가 필요하다. 접착제는 대개 점성이 있는 액체로서, 두 기질을 연결시켜 떨어지지 않게 하고 두 기질면의 하중을 전달해주는 물질이다.

## 같이 보기
- 접착제
- 모세관 현상
- 세포 접착
- 메니스커스
- 감압 접착제
- 점착철도
- 젖음